# ハルリンソン・パンタノ
ハルリンソン・パンタノ・ゴメス（Jarlinson Pantano Gómez、1988年11月19日 - ）は、コロンビア出身の元自転車競技（ロードレース）選手。

## 経歴
2012年、コロンビアにてプロキャリアスタート。
2015年、IAMサイクリングに移籍。
2016年、解散の決まっていたチームであったが、ツール・ド・スイス第9ステージ、ツール・ド・フランス第15ステージにて区間優勝をあげ、チームに戦果を残した。
2017年、トレック・セガフレードに移籍。
2019年、4月15日、レース外アンチドーピング検査でEPO陽性が発覚し、UCIとチームは暫定的な出場停止処分を付与した。
6月11日、引退を発表。

## 特徴
ツール・ド・フランスの第15ステージ、超級山岳グラン・コロンビエのクライマー対決で時点山岳賞のラファウ・マイカに離されるが、その後カメラが見失うほどのスピードの下りで追いつき、ステージ優勝するほど下りが得意。

## 主な戦歴

### 2010年
- ツール・ド・ラブニール
  - 総合3位

### 2011年
- ブエルタ・ア・コロンビア
  - 区間優勝　（第9ステージ）

### 2014年
- ツール・メディテラネアン
  - 山岳賞

### 2016年
- ツール・ド・スイス
  - 区間優勝　（第9ステージ）
- ツール・ド・フランス
  - 区間優勝　（第15ステージ）
  - 　敢闘賞　（第17,20ステージ）

### 2017年
- コロンビア選手権　優勝（個人タイムトライアル）

### 2018年
- ボルタ・シクリスタ・ア・カタルーニャ　区間優勝（第5ステージ）